# Llista de muntanyes de les Illes Fèroe
Llista de muntanyes de les illes Fèroe, ordenades alfabèticament.
| Índex A B C D E F G H I J K L M N O P Q R S T U V W X Y Z |

## A
| Muntanya  | Altitud (m) | Illa          |
| --------- | ----------- | ------------- |
| Árnafjall | 722         | Illa de Vágar |

## B
| Muntanya      | Altitud (m) | Illa               |
| ------------- | ----------- | ------------------ |
| Beinisvørð    | 469         | Illa de Suðuroy\|- |
| Borgarknappur | 574         | Illa de Suðuroy    |

## E
| Muntanya     | Altitud (m) | Illa          |
| ------------ | ----------- | ------------- |
| Eysturtindur | 714         | Illa de Vágar |

## G
| Muntanya   | Altitud (m) | Illa            |
| ---------- | ----------- | --------------- |
| Gráfelli   | 856         | Illa de Vágar   |
| Gluggarnir | 610         | Illa de Suðuroy |

## H
| Muntanya         | Altitud (m) | Illa           |
| ---------------- | ----------- | -------------- |
| Heyggjurin Mikli | 391         | Illa de Skuvoy |

## K
| Muntanya      | Altitud (m) | Illa           |
| ------------- | ----------- | -------------- |
| Kúvingafjall  | 830         | Illa de Kunoy  |
| Kunoyarnakkur | 819         | Illa de Kunoy  |
| Knúkur        | 392         | Illa de Skúvoy |

## M
| Muntanya    | Altitud (m) | Illa          |
| ----------- | ----------- | ------------- |
| Malinsfjall | 750         | Illa de Viðoy |

## S
| Muntanya        | Altitud (m) | Illa             |
| --------------- | ----------- | ---------------- |
| Slættaratindur  | 880         | Illa de Eysturoy |
| Svartbakstindur | 801         | Illa de Eysturoy |

## V
| Muntanya          | Altitud (m) | Illa          |
| ----------------- | ----------- | ------------- |
| Villingadalsfjall | 841         | Illa de Viðoy |